# 中卫市职业技术学校
中卫市职业技术学校，位于宁夏中卫市沙坡头区应里南街西侧、中央大道北侧的一所学校。
学校占地506亩，规划建筑总面积10万平方米。学校集电大、中职为一体，现有本科、专科、中职、短期培训四个教育层次，并根据经济社会发展和人才需求设置专业。现有教职工256人，在校生6419人。

## 专业介绍
- 幼儿教育
- 计算机应用
- 计算机动漫制作
- 计算机平面设计
- 电气技术应用
- 机电技术应用
- 数控技术应用
- 焊接技术应用
- 电子与信息技术
- 汽车运用与维修
- 制浆造纸工艺
- 化学工艺
- 旅游服务与管理
- 酒店服务与管理
- 护理
- 美容美发与形象设计
- 中餐烹饪
- 广播影视节目制作
- 会计电算化
- 市场营销与策划
- 电子商务
- 建筑施工
- 水电设备安装
- 钢铁冶炼
- 音乐、体育、美术特长生班